# Hallatia
Hallatia is een geslacht van uitgestorven kreeftachtigen uit de klasse van de Ostracoda (mosselkreeftjes).

## Soorten
- Hallatia convexa Kay, 1940 †
- Hallatia cornuta Neckaja, 1958 †
- Hallatia dubia Copeland, 1965 †
- Hallatia duplicata (Ulrich, 1894) Kay, 1940 †
- Hallatia healeyensis Kay, 1934 †
- Hallatia hypercarinata Kraft, 1962 †
- Hallatia infida Abushik, 1977 †
- Hallatia parallela Teichert, 1937 †
- Hallatia particylindrica Kay, 1934 †